# Mošovce
Mošovce (1380 prebivalcev) je pomembna vas na srednjem Slovaškem z veliko zgodovinskimi spomeniki. Mošovce so tudi rojstni kraj znanega slovaškega pesnika Jána Kollárja.

## Demografija
| Leto          | 1994 | 2004    | 2014    | 2024    |
| ------------- | ---- | ------- | ------- | ------- |
| Število ljudi | 1340 | 1359    | 1328    | 1342    |
| Razlika       |      | +1,41 % | −2,28 % | +1,05 % |

| Leto          | 2023 | 2024    |
| ------------- | ---- | ------- |
| Število ljudi | 1351 | 1342    |
| Razlika       |      | −0,66 % |

## Galeria
- Dvorec - Mošovce
- Luteranska cerkev - Mošovce
- Katolicka cerkev - Mošovce
- Godba - Mošovce
- Stara arhitektura - Mošovce
- Grb - Mošovce
- Zastava - Mošovce
- Mošovce - Slovakia
- Mošovce

1. 1 2  »Počet obyvateľov podľa pohlavia - obce (ročne) [om7101rr_obce=AREAS_SK]«. Statistical Office of the Slovak Republic. 31. marec 2025. Pridobljeno 31. marca 2025.